# 쉐보레 임팔라
쉐보레 임팔라(Chevrolet Impala)는 제너럴 모터스의 쉐보레 브랜드에서 판매된 준대형 승용차이다. 경쟁 차종으로는 현대 그랜저, 기아 K7, 토요타 아발론, 닛산 맥시마, 르노삼성 SM7, 크라이슬러 300이 있고 2020년에 후속 차종 없이 단종되었다.

## 1세대

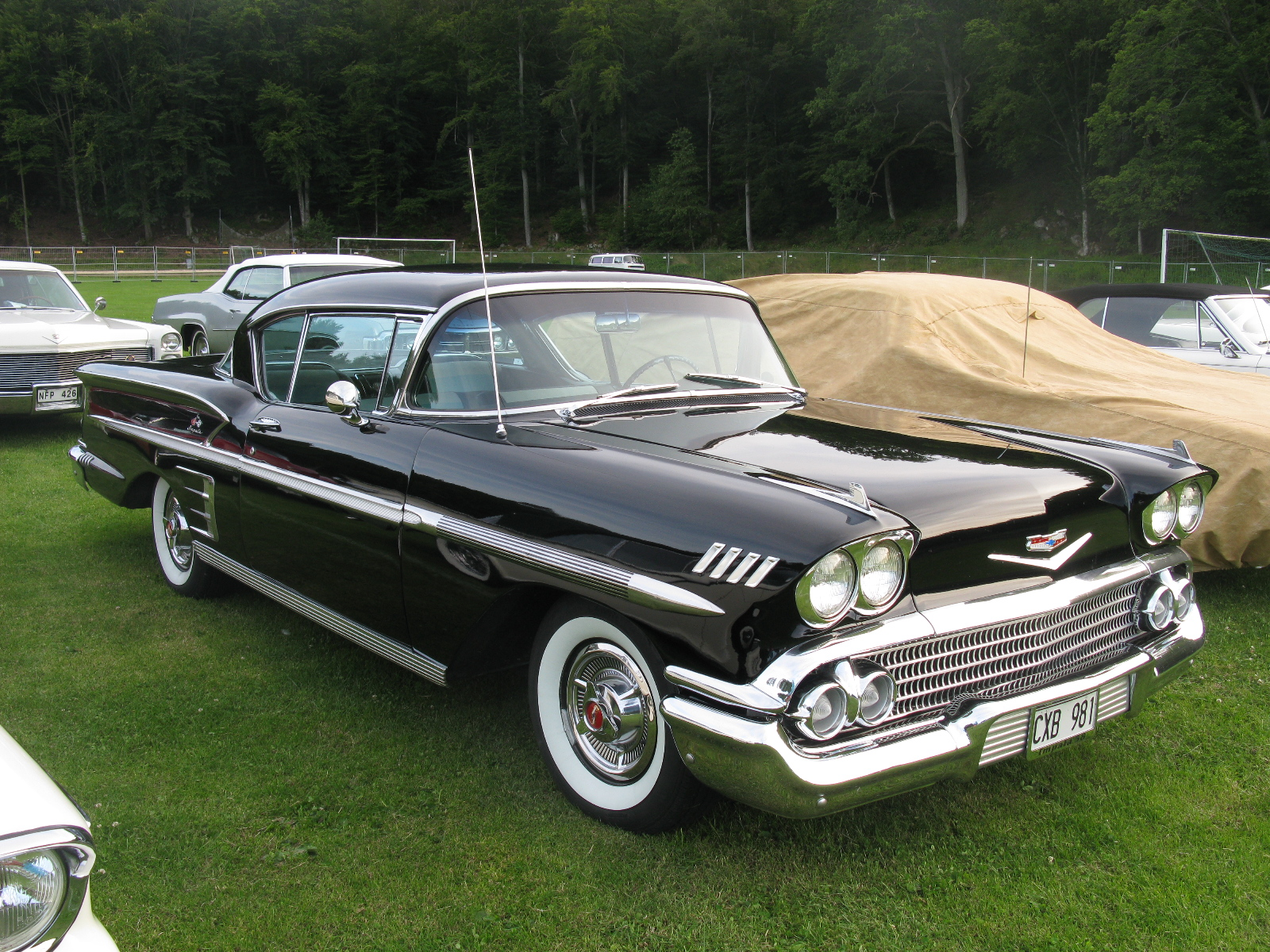
쉐보레 벨 에어 임팔라 정측면

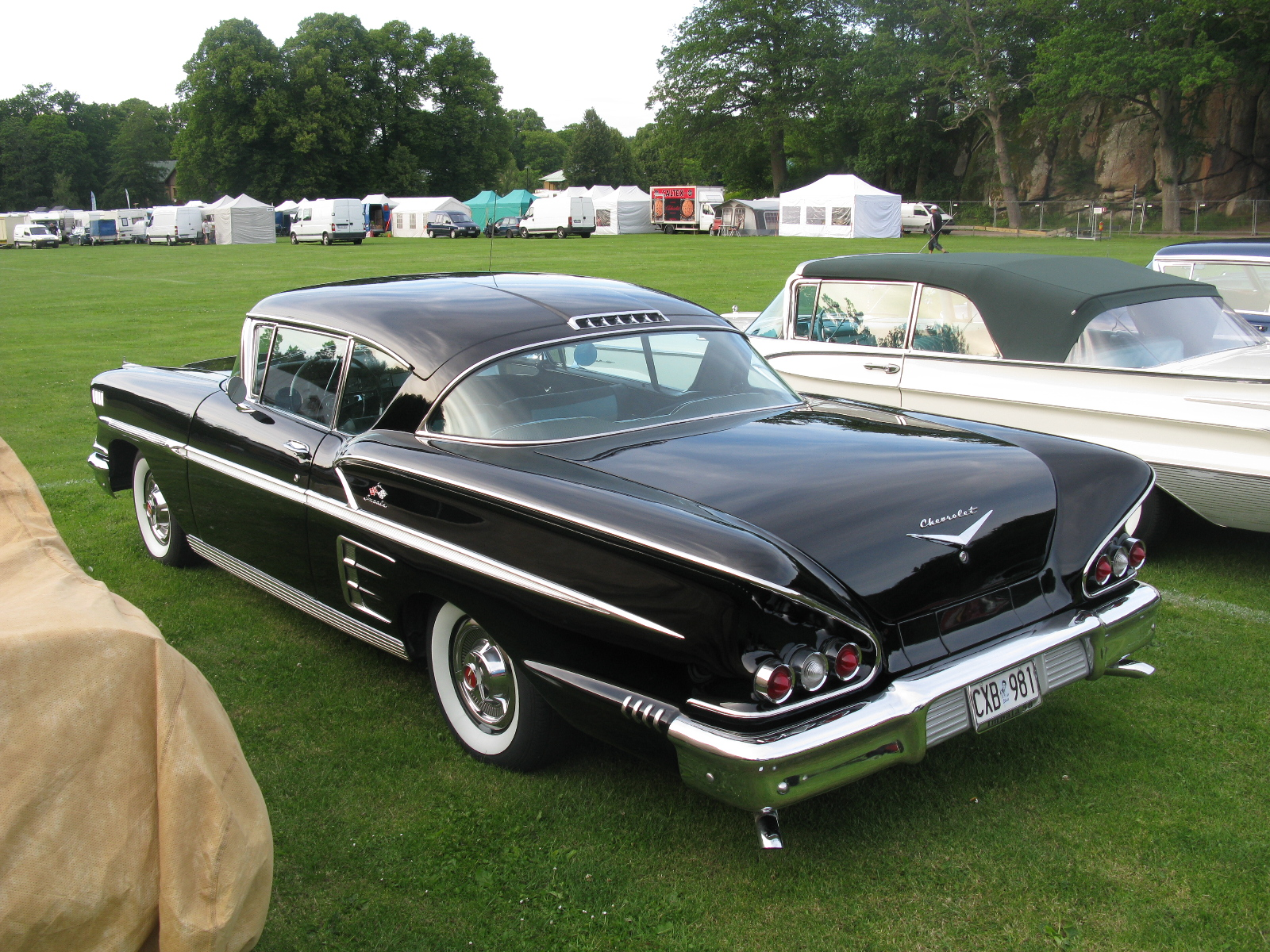
쉐보레 벨 에어 임팔라 후측면

벨 에어의 임팔라 스포츠 패키지라는 이름의 가지치기 차종으로서 선보인 것이 임팔라의 시초이다. 차체 형식은 쿠페와 컨버터블이 있었다.

## 2세대

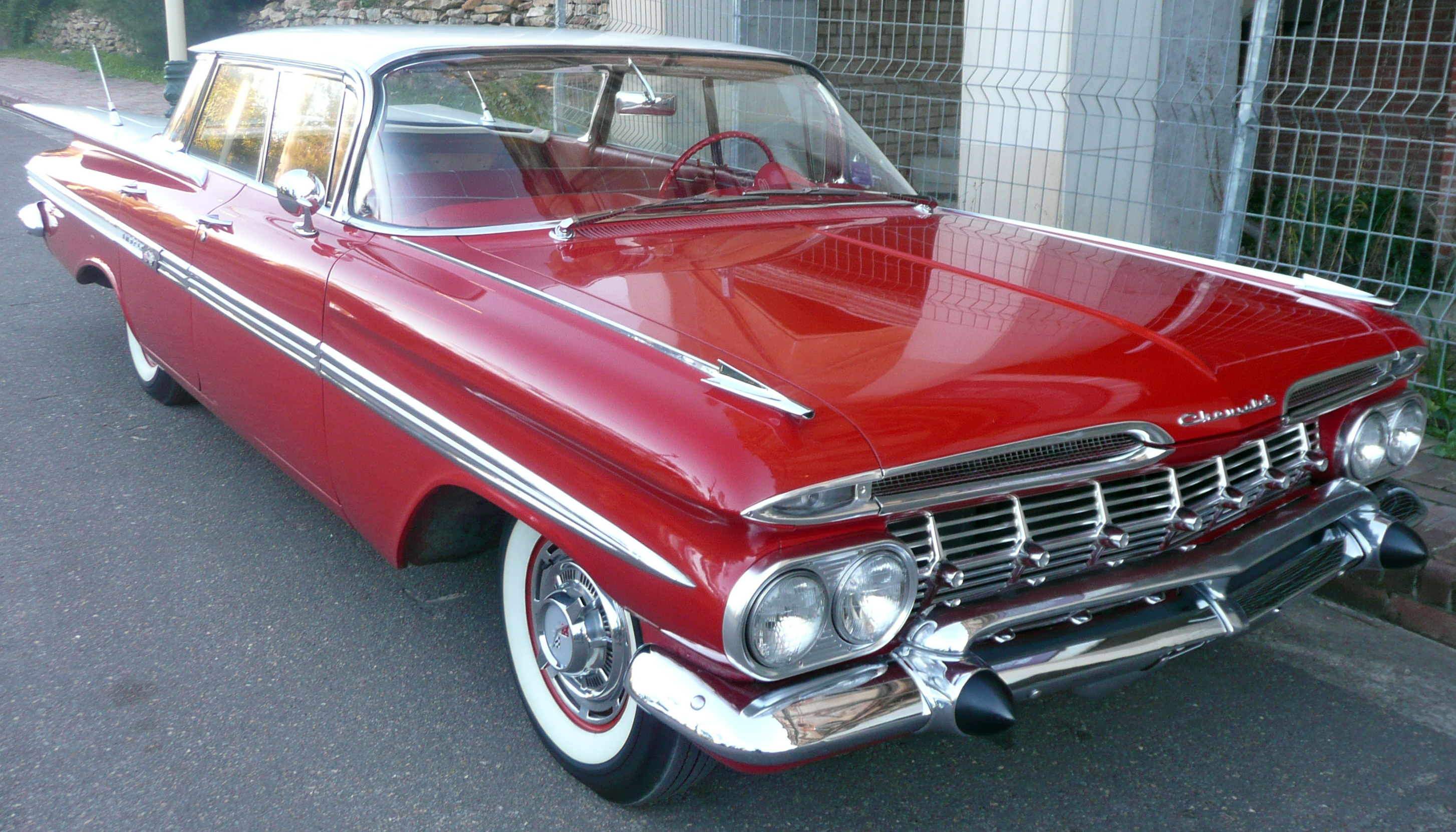
쉐보레 임팔라 정측면

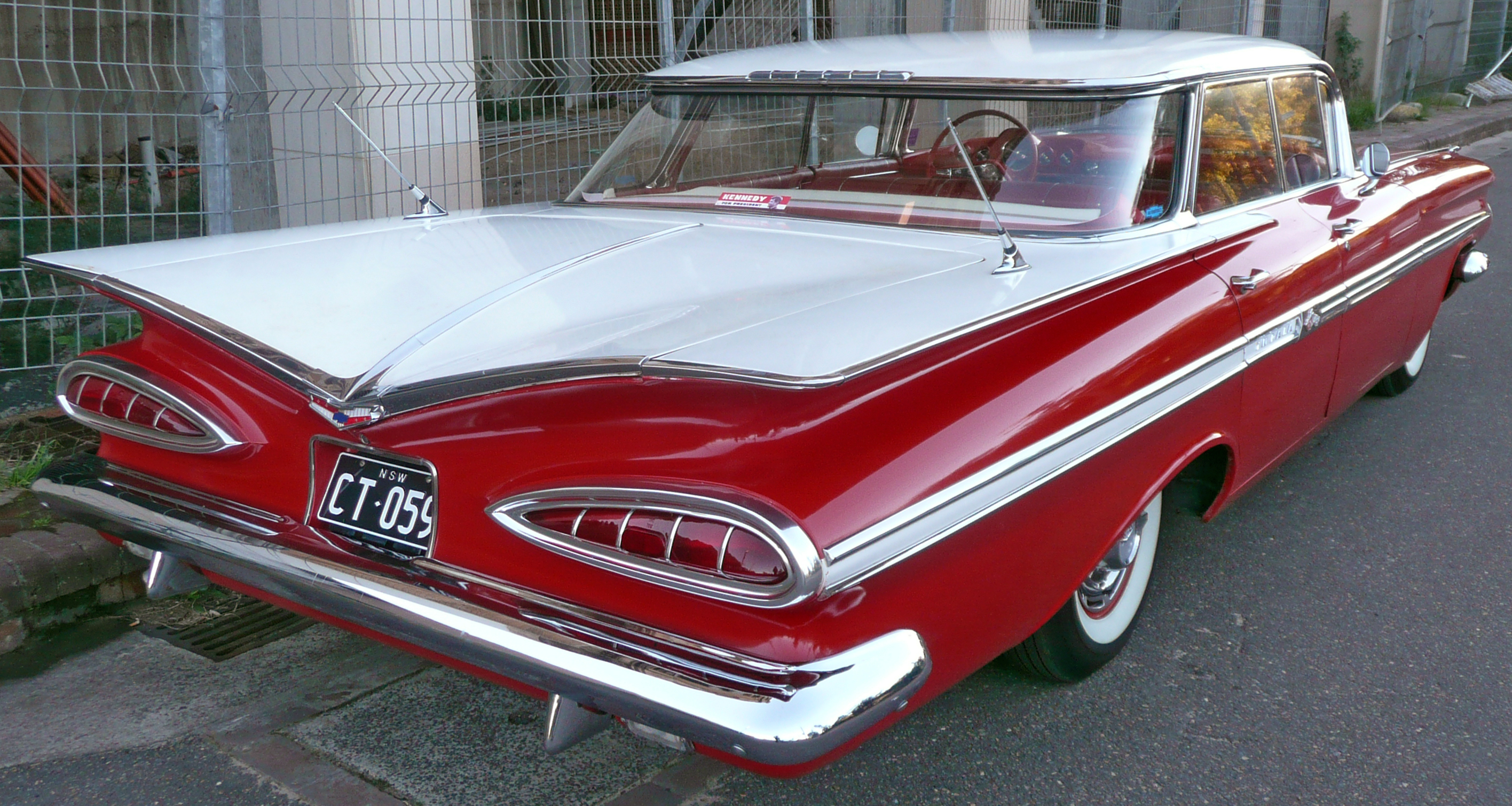
쉐보레 임팔라 후측면

벨 에어에서부터 독립된 차종으로 선보였다. 쉐보레 최초의 듀얼 헤드 램프가 적용되었고, 차체와 리어 램프에 항공기의 디자인이 가미되었다. B 필러의 기둥이 없는 세단이 등장함에 따라 쉐보레의 최상급 풀 사이즈 승용차로 자리매김하기 시작하였다. 6 방향 파워 시트와 미리 설정해 둔 제한 속도를 초과하면 경고음이 울리는 스피드마인더가 적용되었다. 특히 이 차량은 미국 서부 등지에서 로우라이더의 대표다. 왜냐하면 거기로 가면, 이 차량이 많이 보이기 때문에,

## 3세대

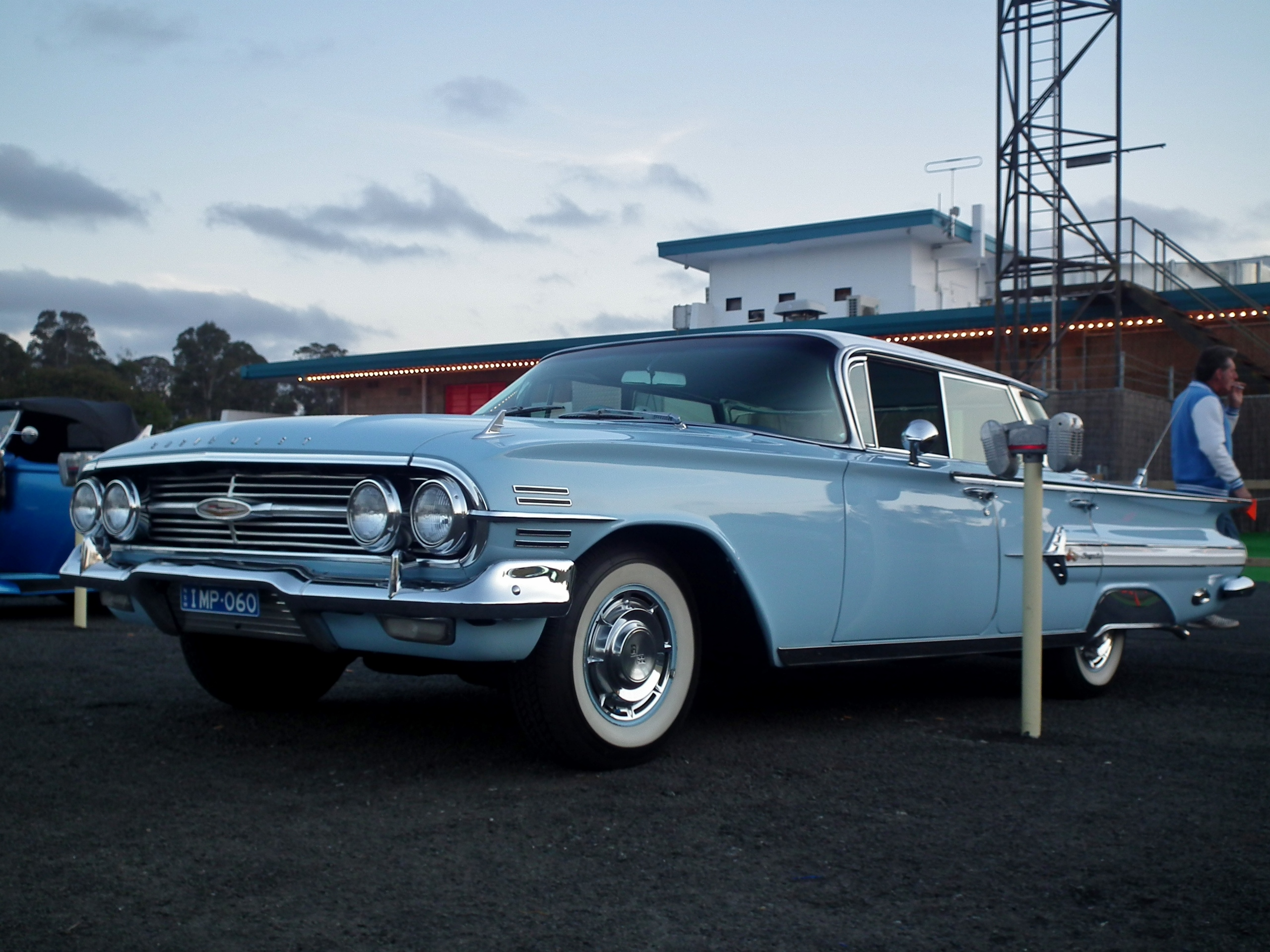
쉐보레 임팔라 정측면

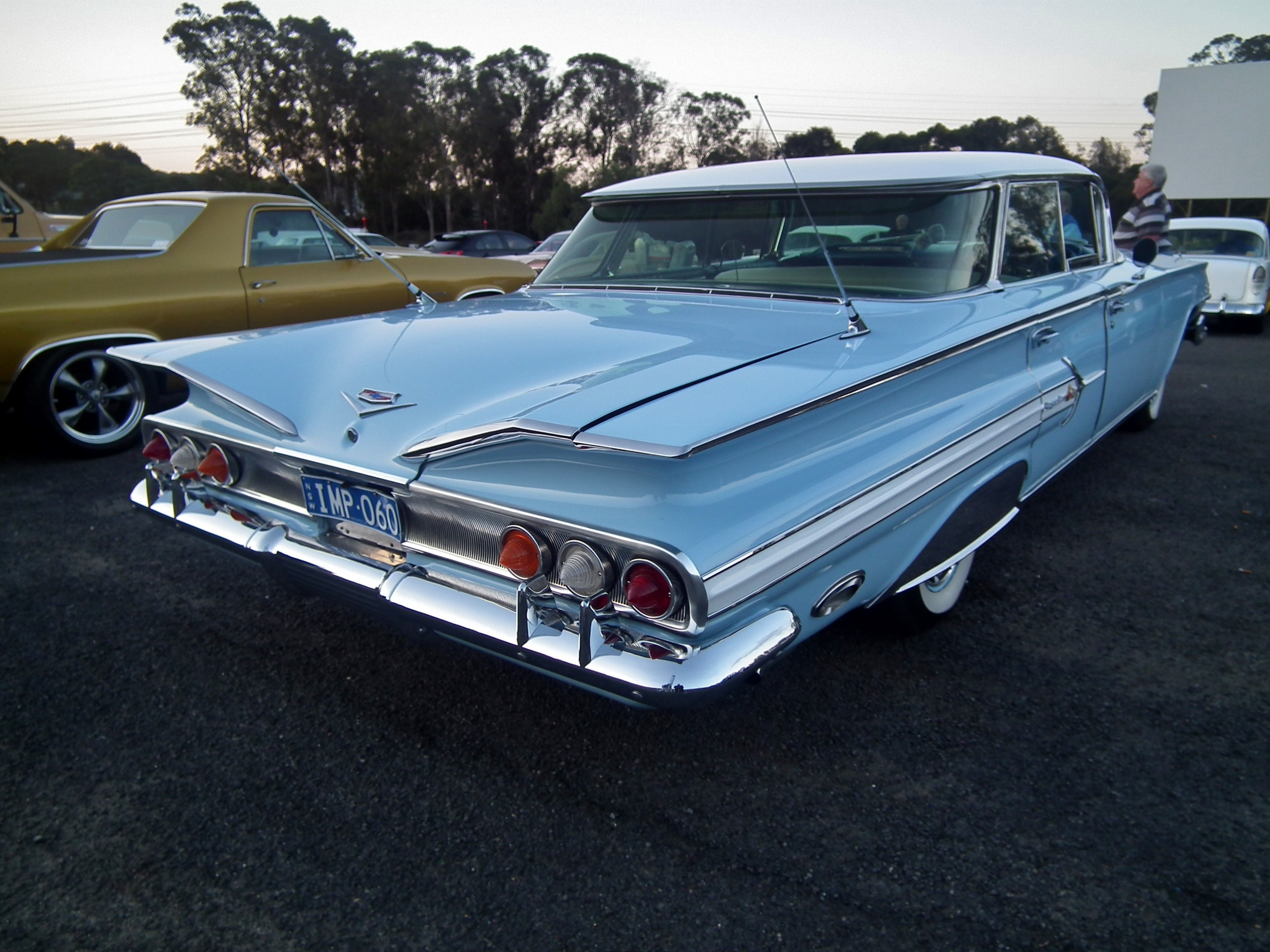
쉐보레 임팔라 후측면

차체의 장식이 단순화되고, 돔형 지붕 모양이 반영된 버블 탑 차체 스타일이 돋보였다. 퍼포먼스 중심의 임팔라 SS가 처음 출시되었다.

## 4세대

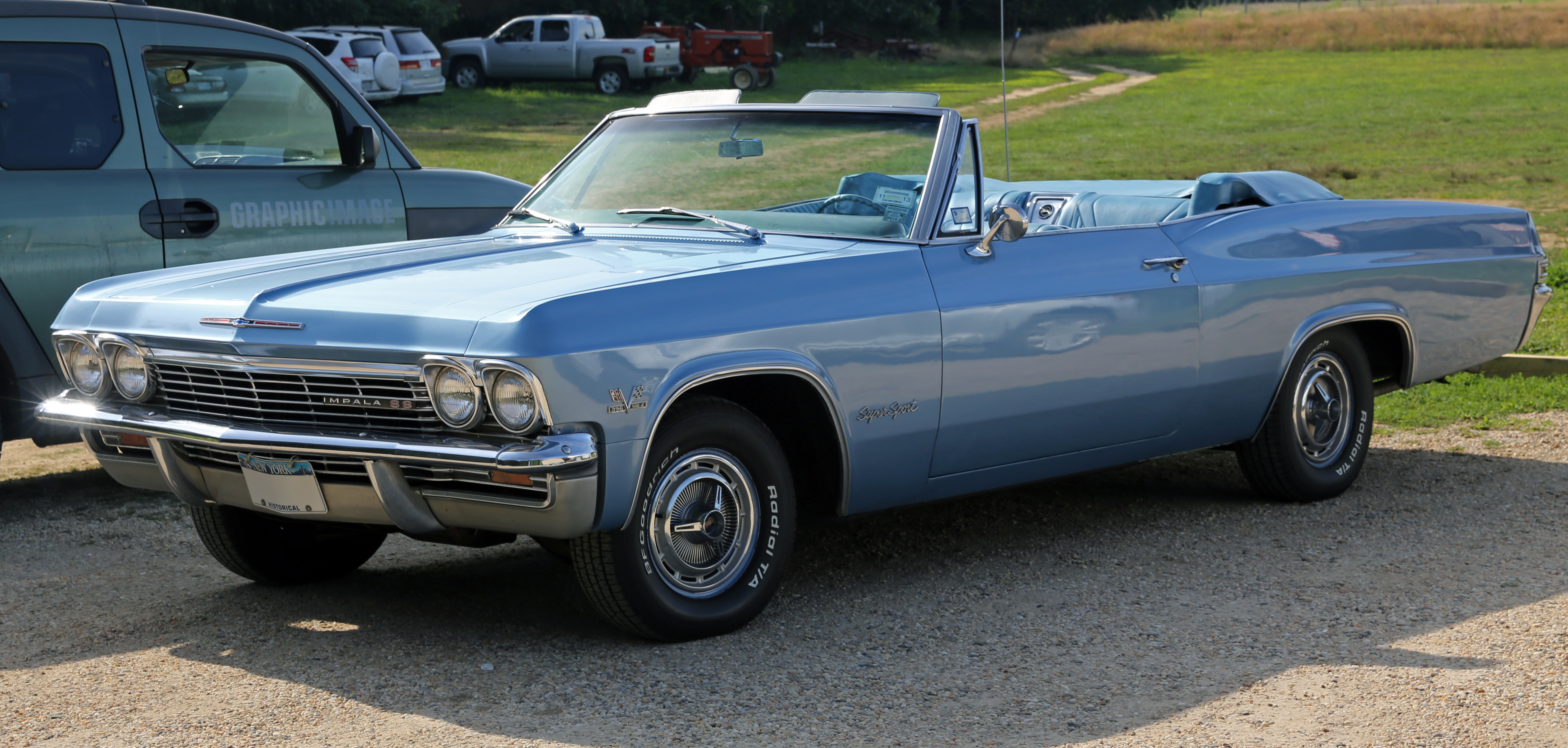
쉐보레 임팔라 정측면

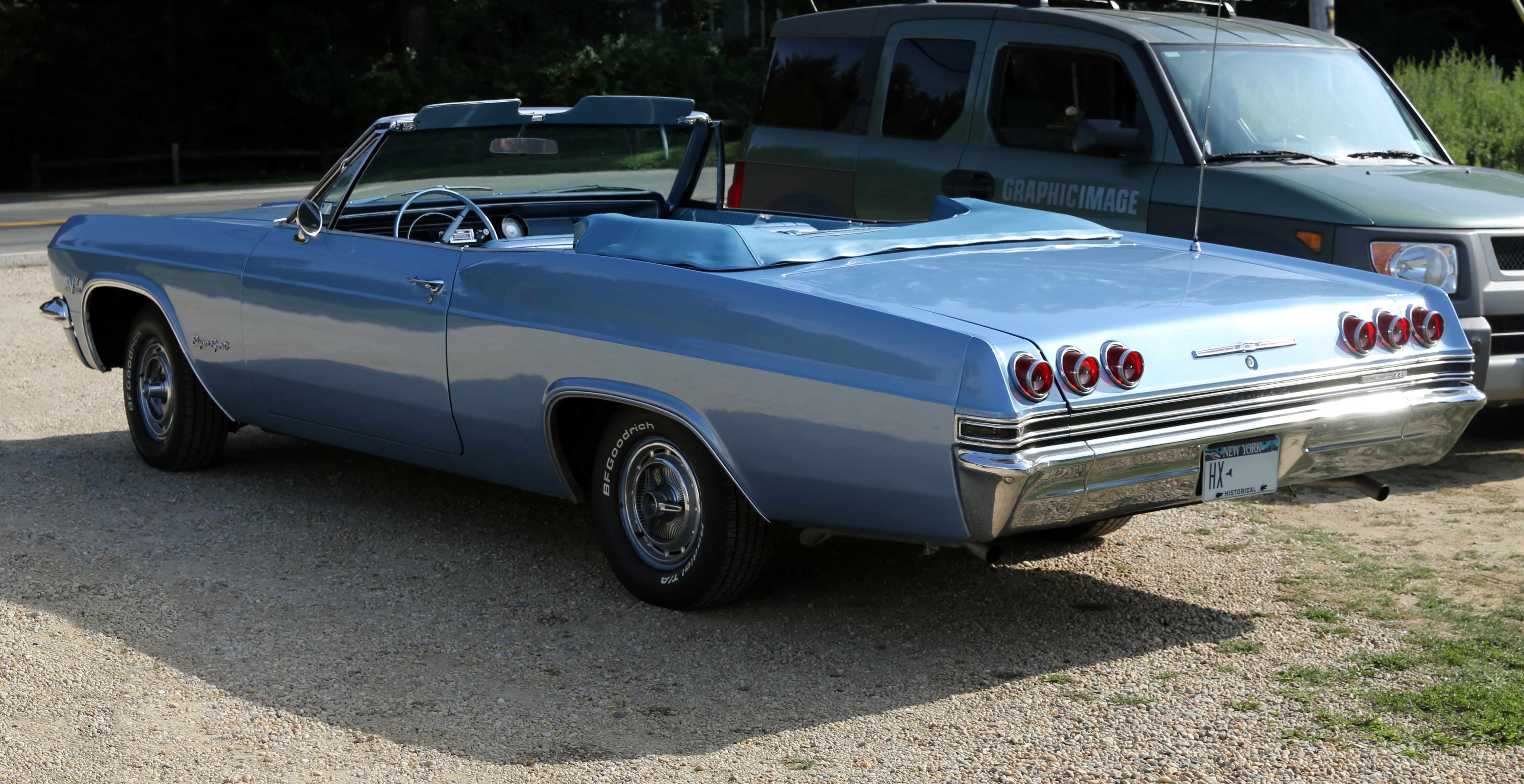
쉐보레 임팔라 후측면

1965년에는 미국에서만 연간 판매 100만 대를 돌파하였다. 1967년부터 3점식 안전 벨트가 적용되어 안전성을 높였다.

## 5세대

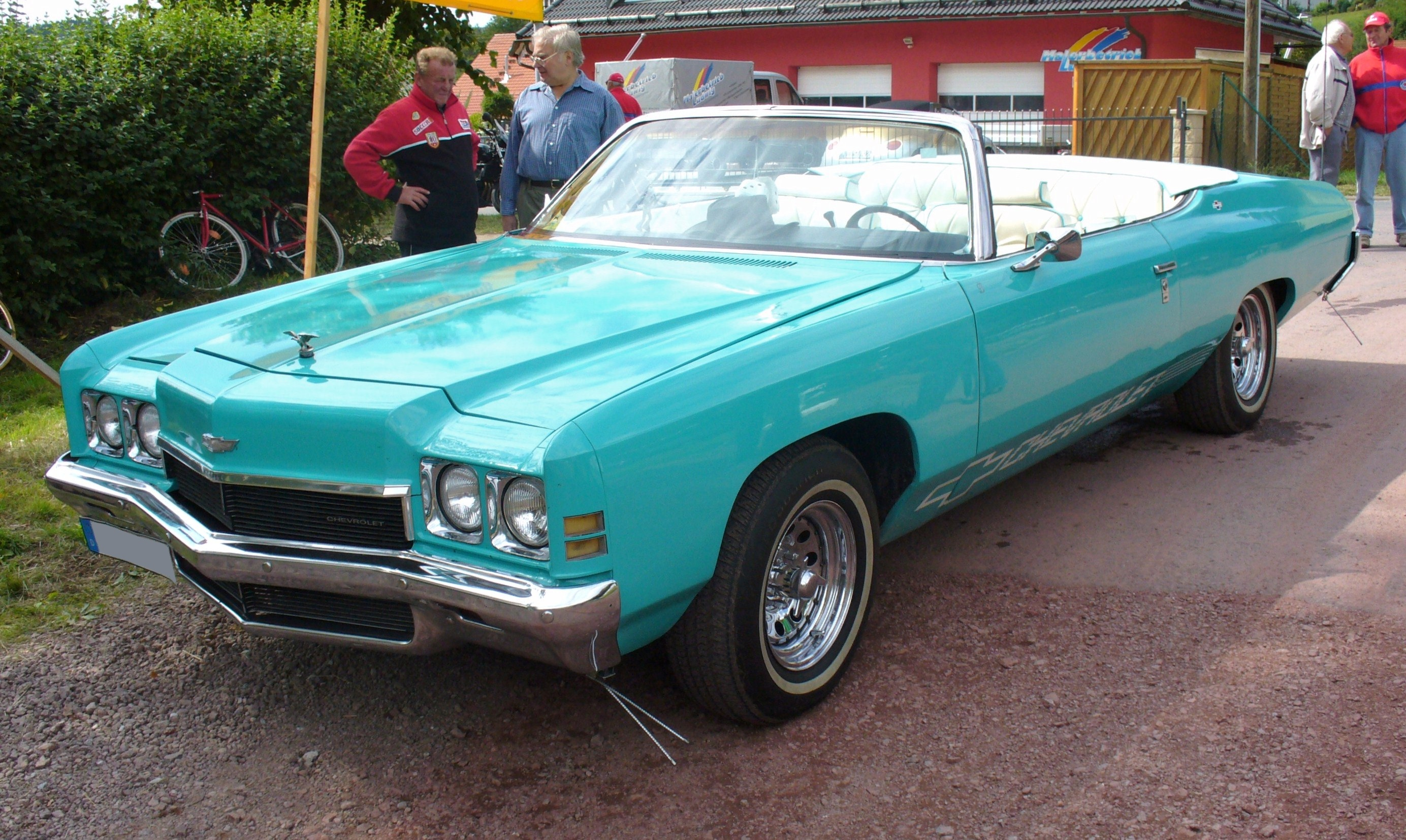
쉐보레 임팔라 정측면

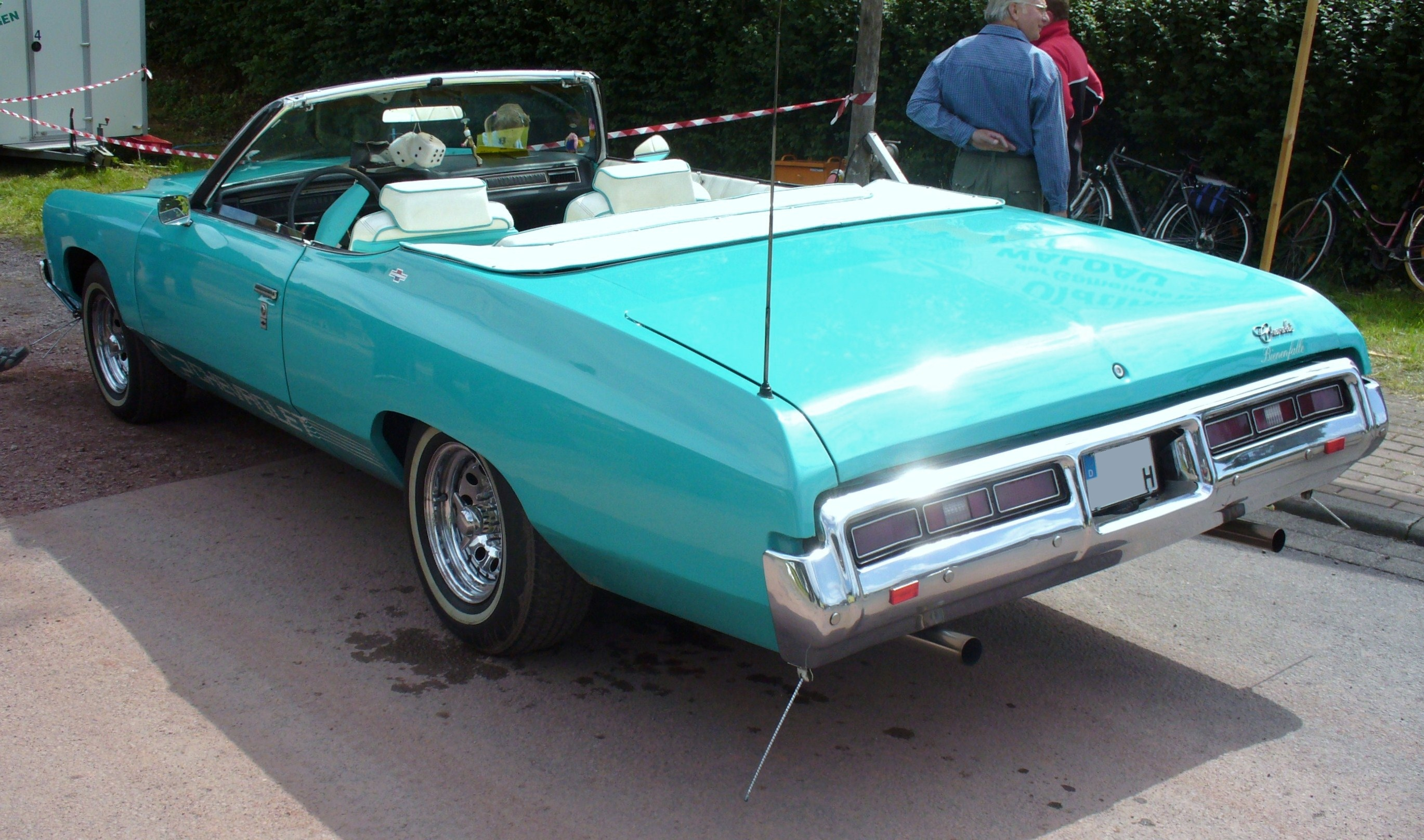
쉐보레 임팔라 후측면

역대 최장 플랫폼인 B-바디를 기반으로, 쉐보레 역사상 최장 길이의 전장을 지녔다.

## 6세대

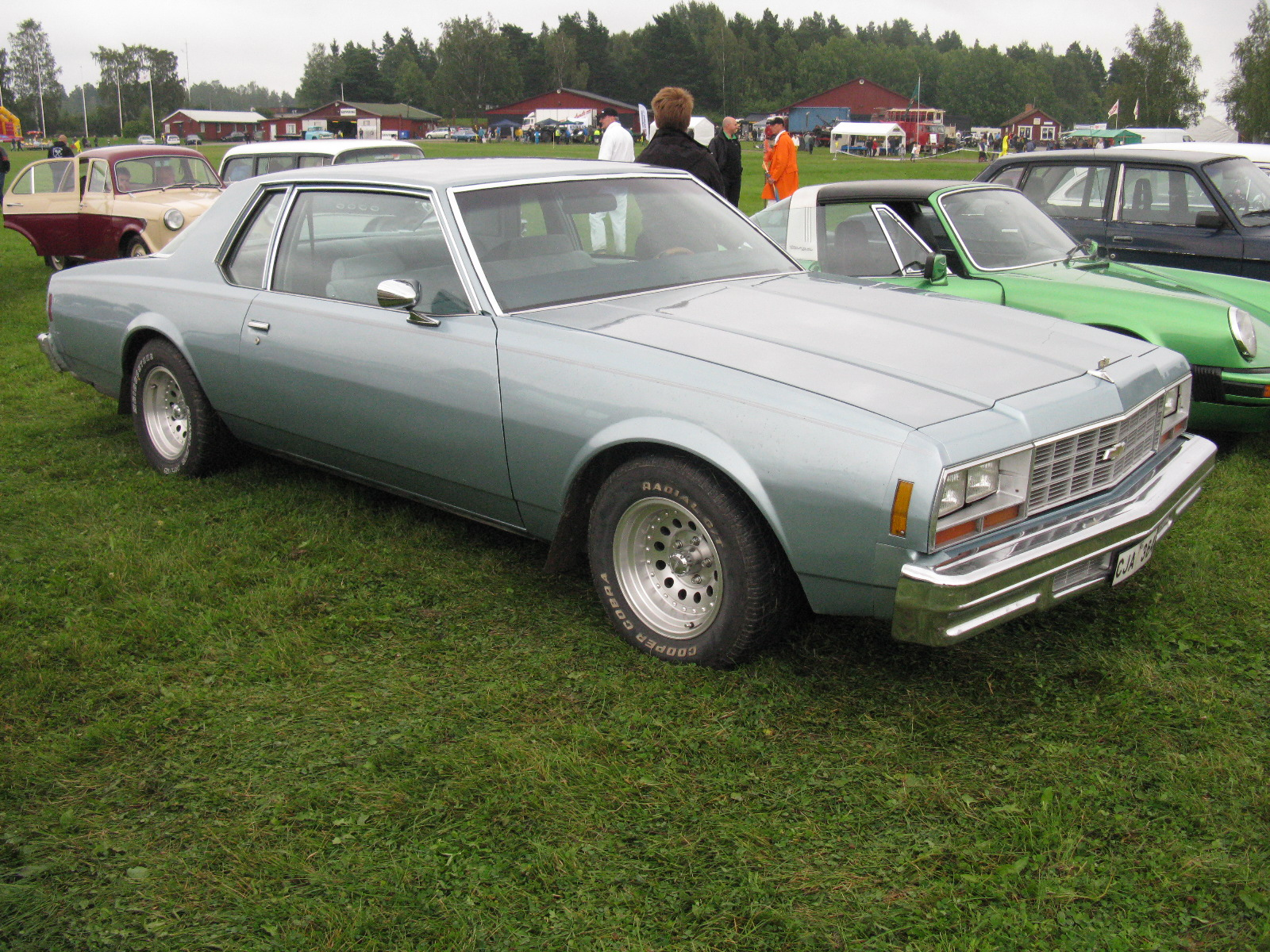
쉐보레 임팔라 정측면

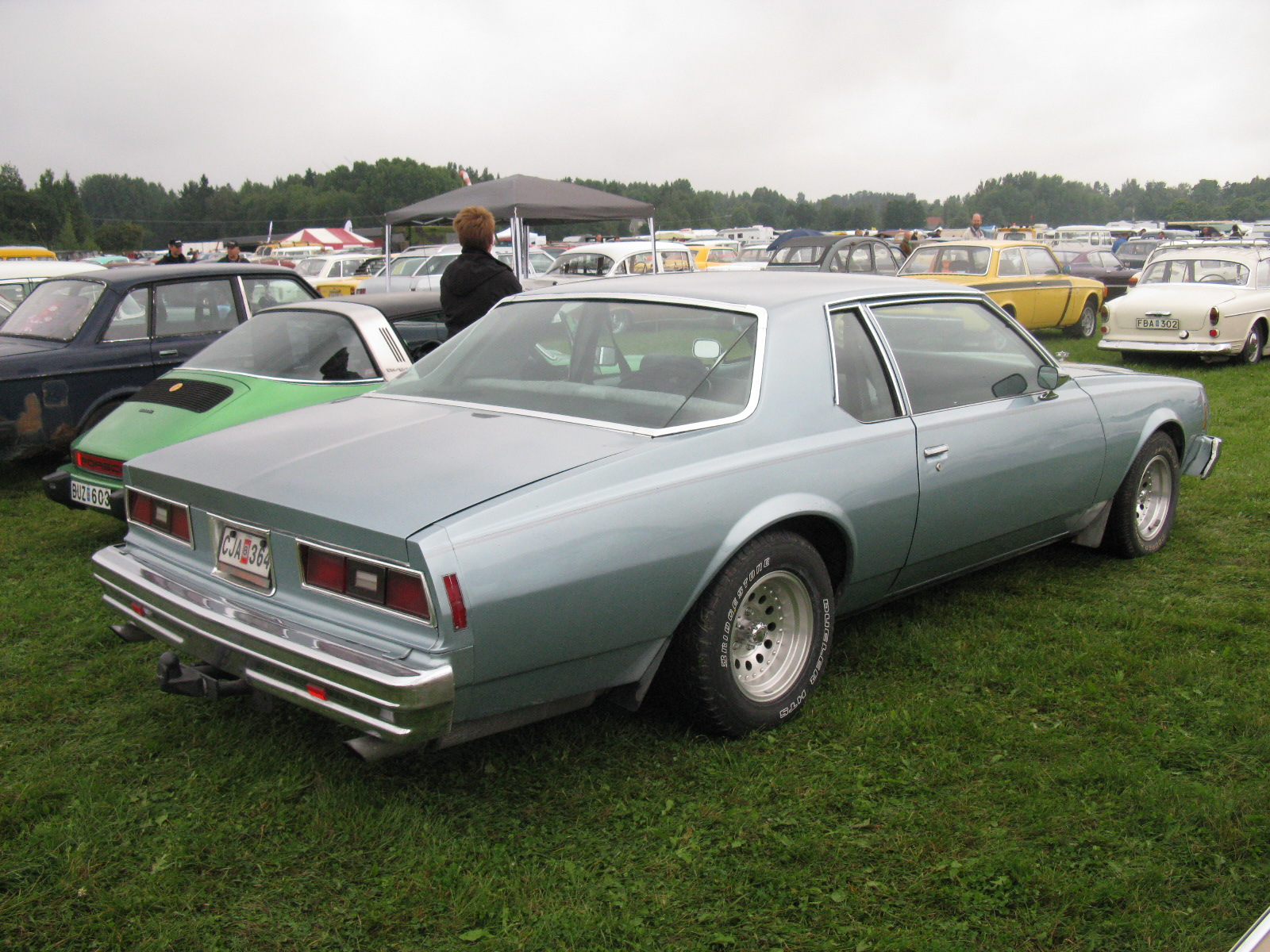
쉐보레 임팔라 후측면

1973년에 일어난 유류 파동으로 인하여 차체 크기가 작아졌다. 1985년에 생산이 중단되어 한동안 임팔라의 명맥은 끊겼으며, 6세대를 끝으로 임팔라에서는 쿠페가 없어졌다.

## 7세대

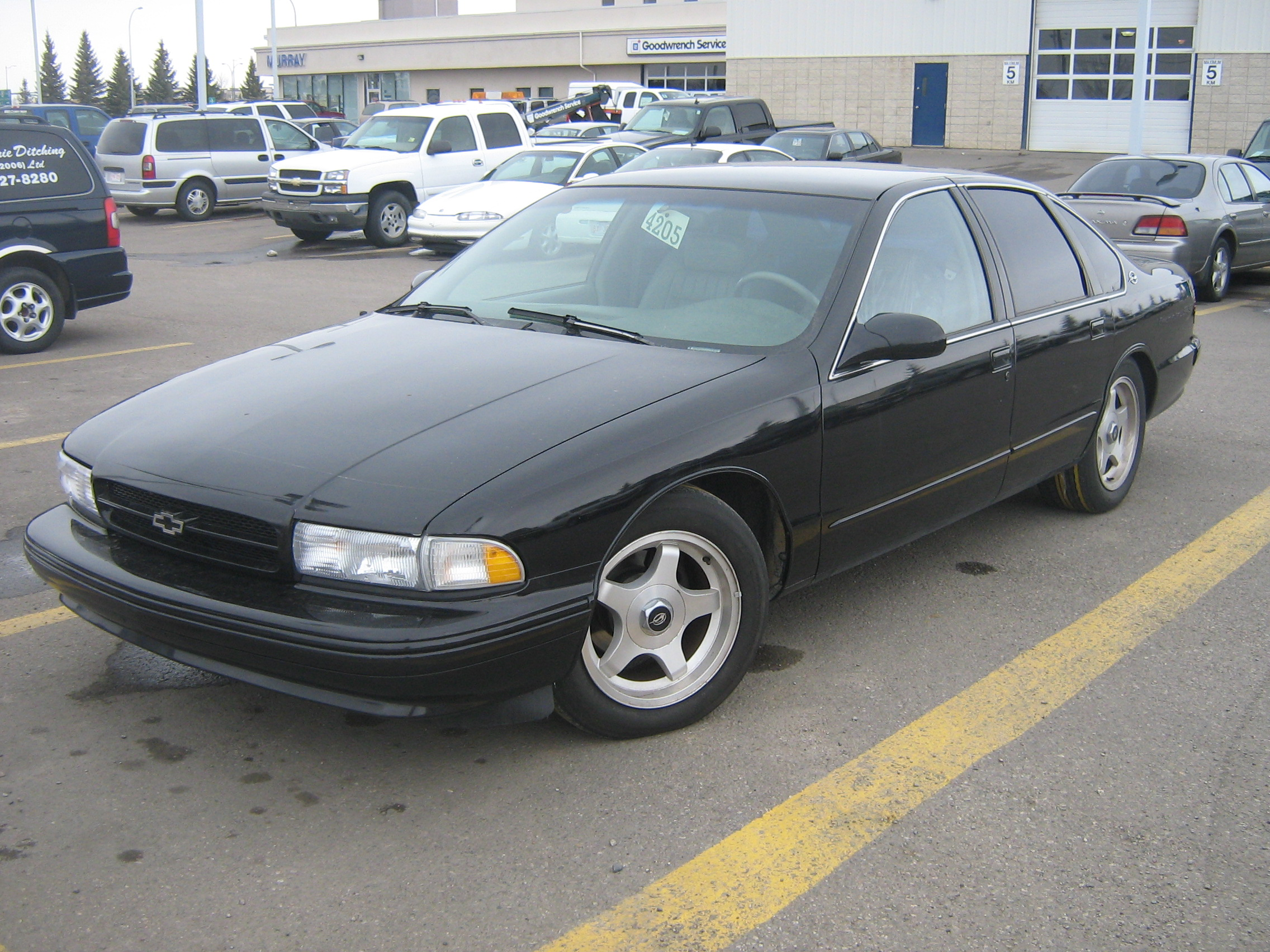
쉐보레 임팔라 정측면

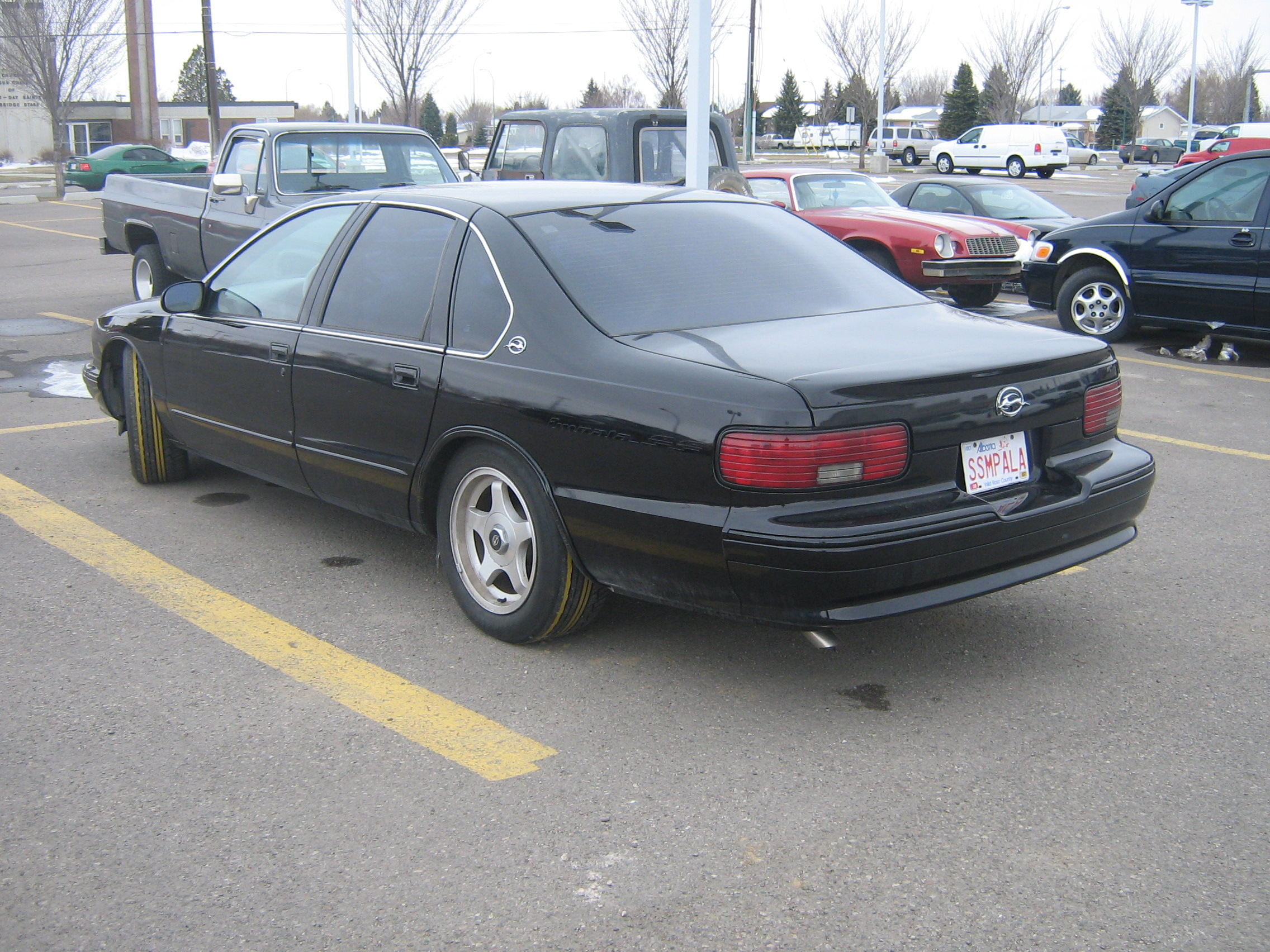
쉐보레 임팔라 후측면

퍼포먼스 중심의 임팔라 SS로 단종 후 10여 년 만에 부활하였으나, 카프리스에서 일부 변형된 것에 지나지 않았다. 제네럴 모터스의 SUV 생산 라인 확대로 인하여 1996년에 단종되었으며, 7세대를 끝으로 스테이션 왜건이 없어졌다.

## 8세대

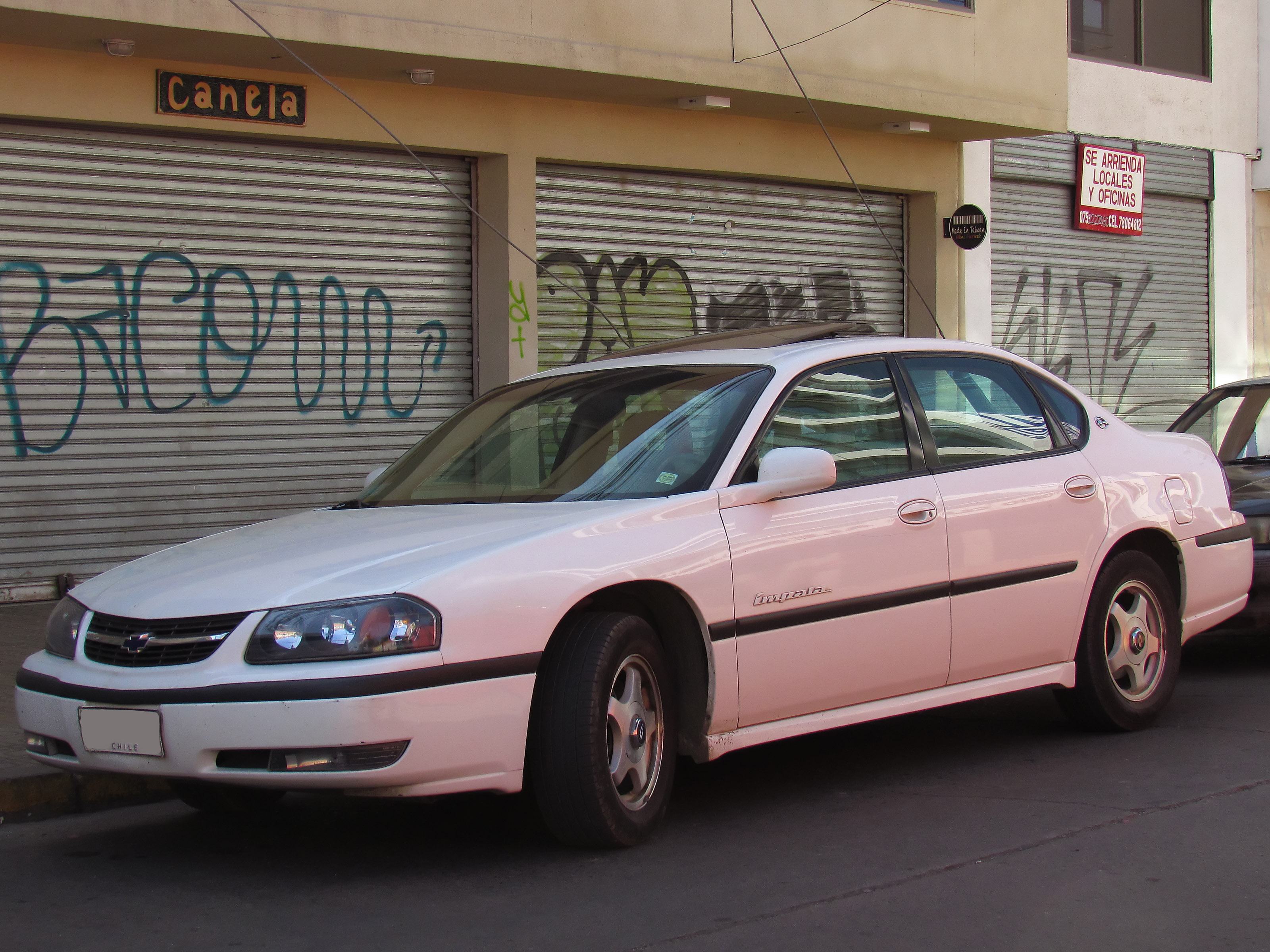
쉐보레 임팔라 정측면

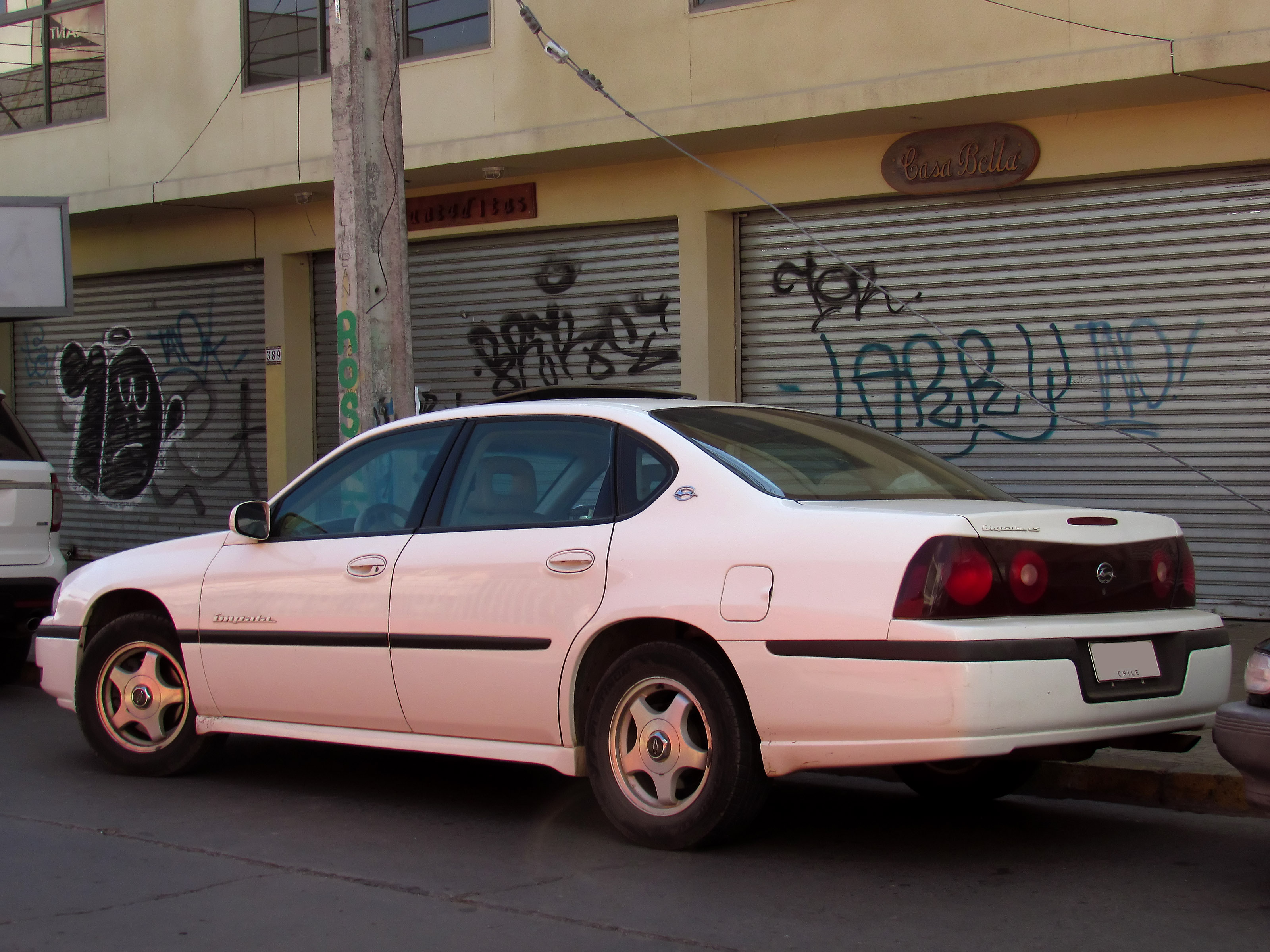
쉐보레 임팔라 후측면

2000년에 루미나의 후속 차종으로 출시됨에 따라 임팔라의 명맥이 다시 이어졌다. 8세대부터는 전륜구동으로 바뀌었고, 등급도 대형급에서 준대형급으로 자리를 잡았다. 세단만 선보였으며, 막대한 법인 구매 수요로 인해 동급 차종 중 상위의 판매량을 기록하기 시작하였다.

## 9세대

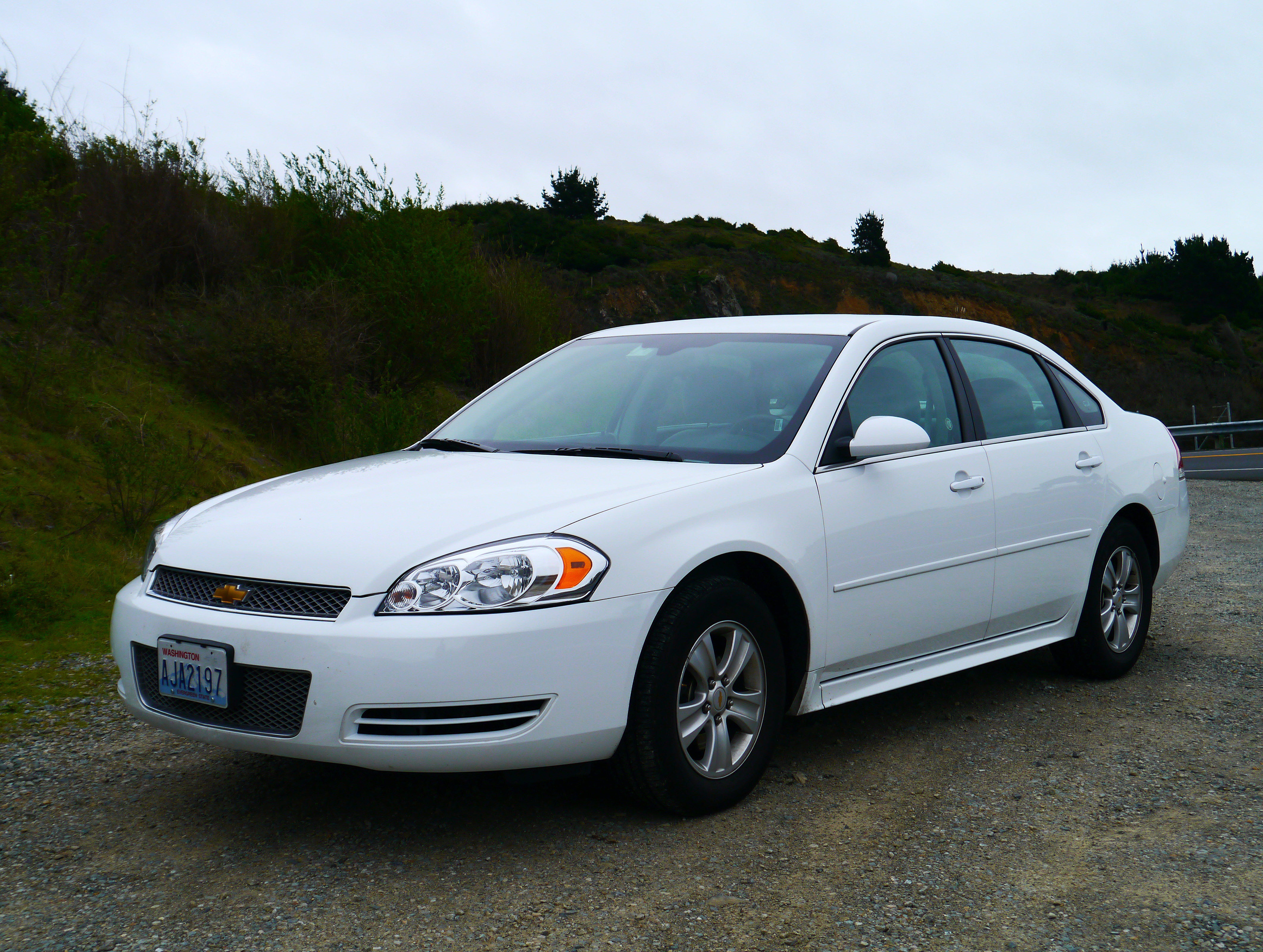
쉐보레 임팔라 정측면

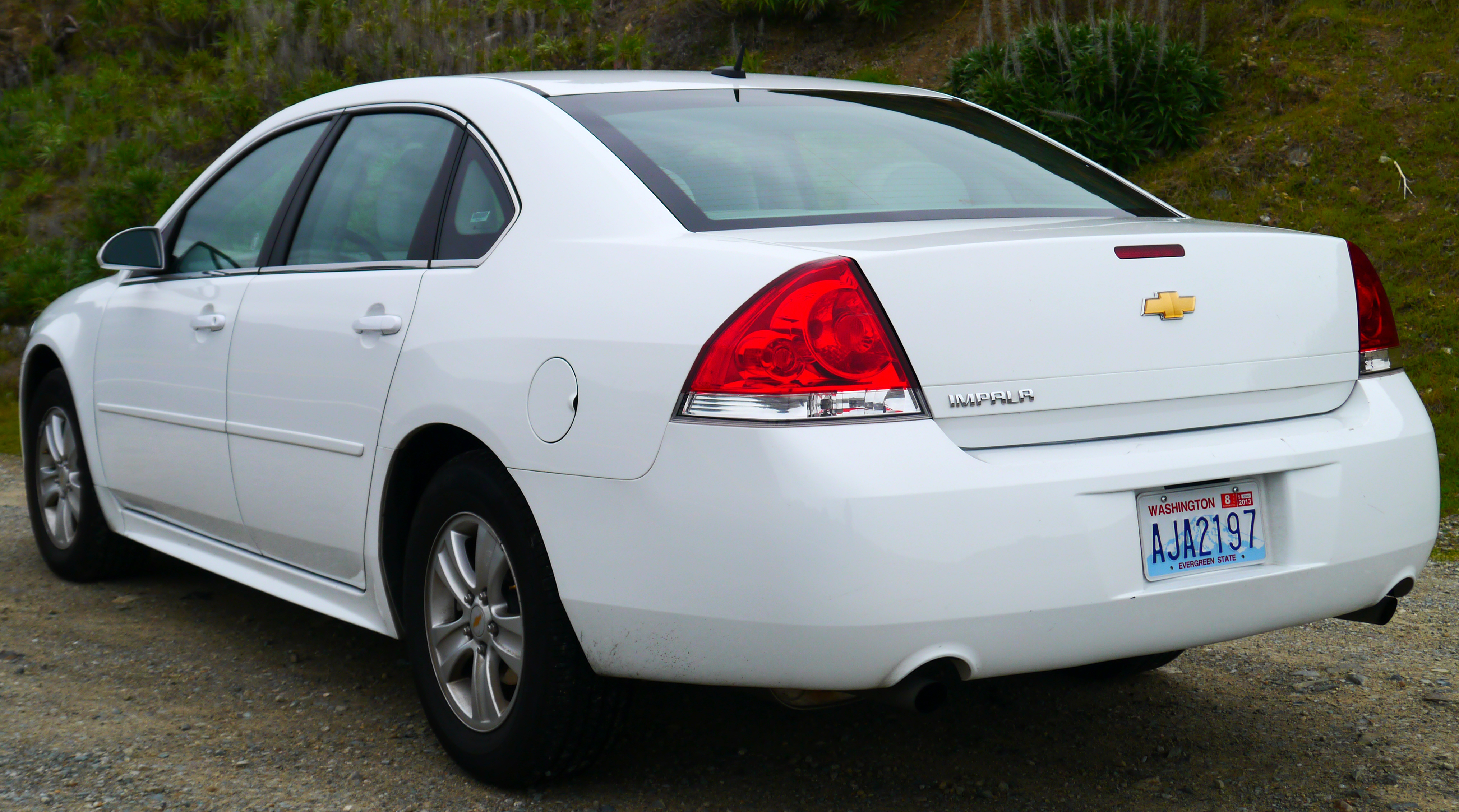
쉐보레 임팔라 후측면

V8 5,300cc 엔진이 달린 임팔라 SS는 당시 세계에서 가장 강력한 전륜구동 차종이라는 타이틀을 거머쥐었다.

## 10세대

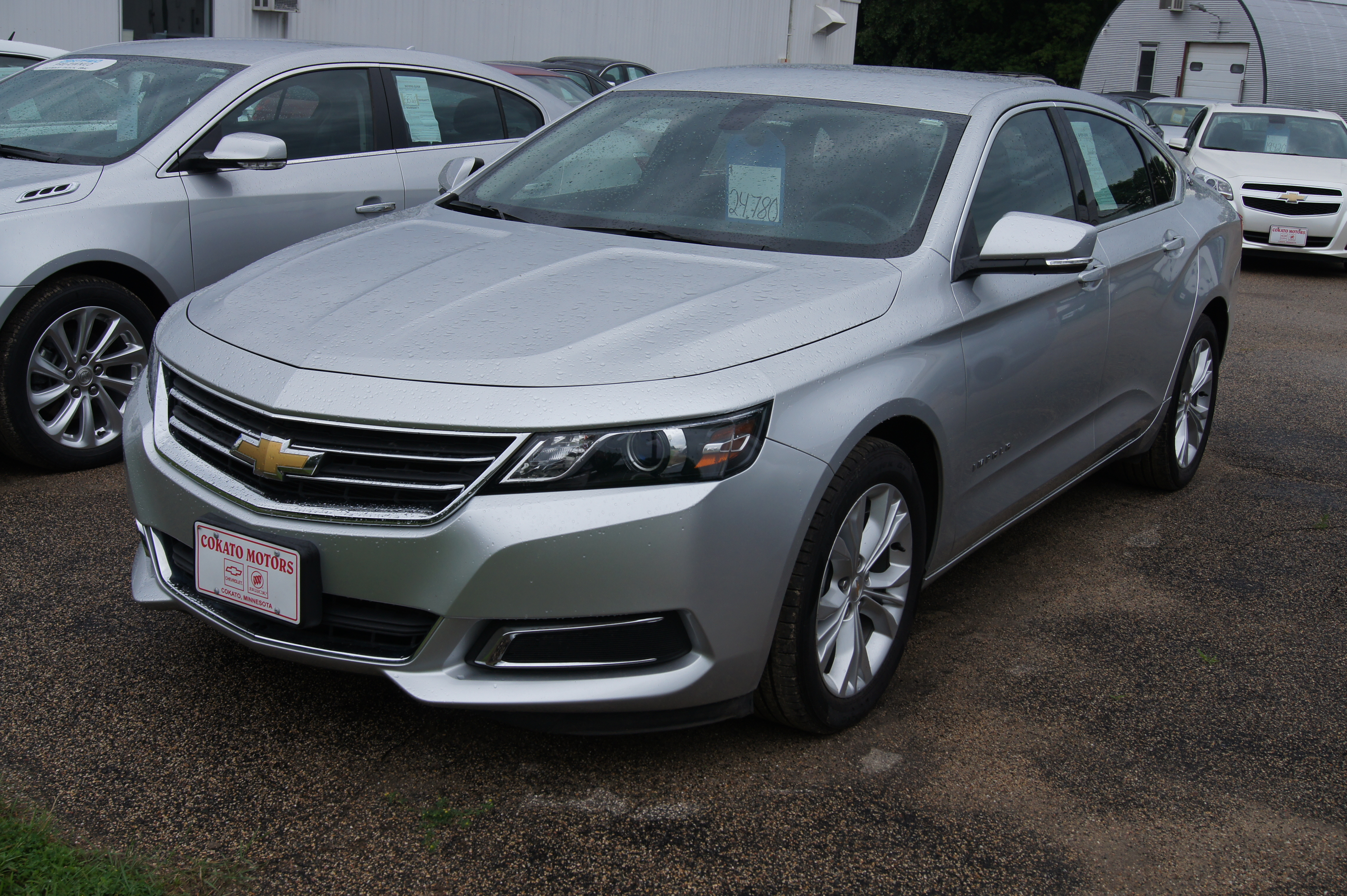
쉐보레 임팔라 정측면(어댑티브 크루즈 컨트롤 미적용 사양)

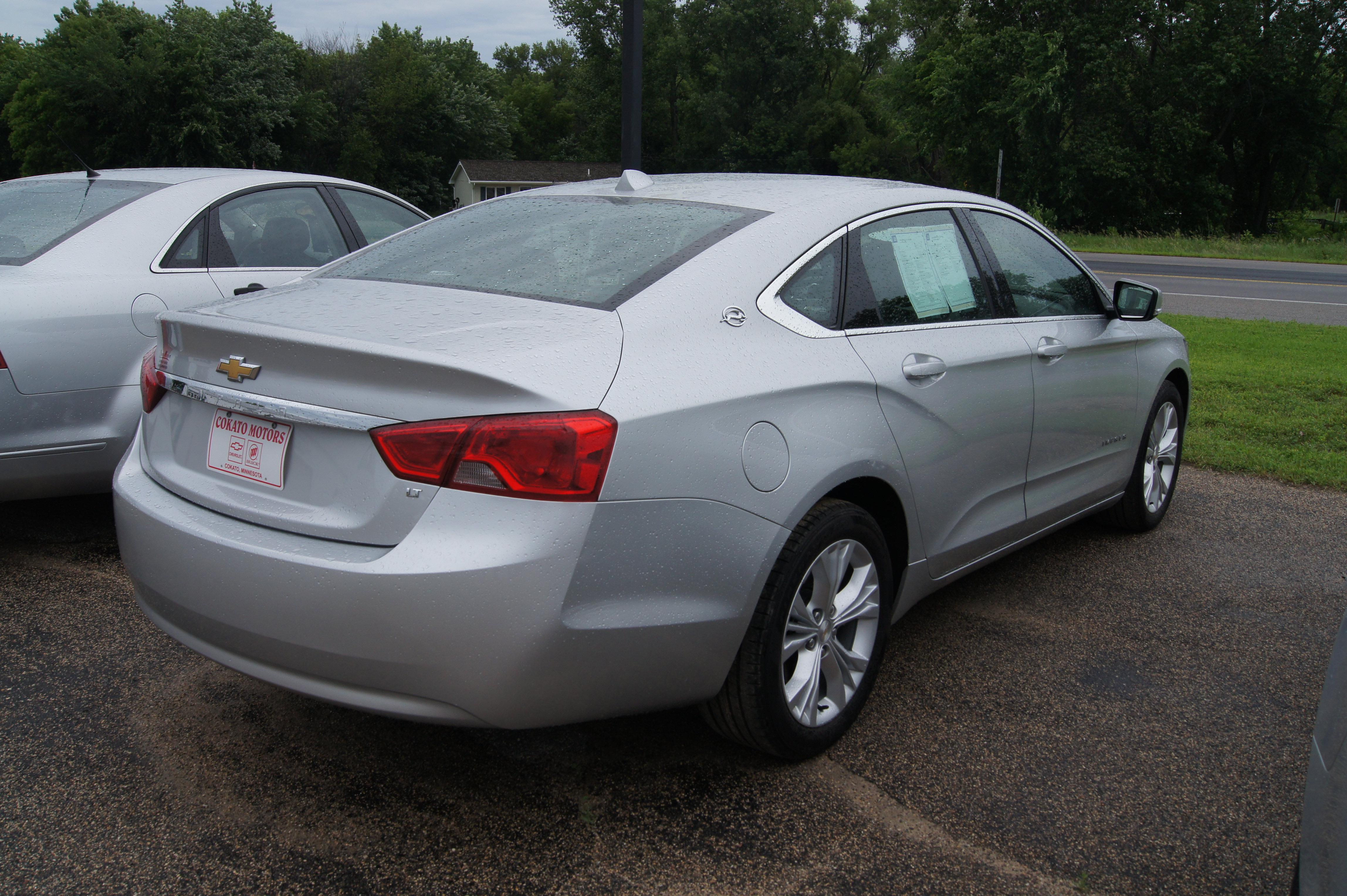
쉐보레 임팔라 후측면

8세대부터 시작된 높은 법인 판매 비중에서 개인 판매로 주력이 바뀜에 따라, 택시나 경찰차 등으로는 더 이상 납품되지 않는다. 대신 후륜구동 방식의 대형 세단인 카프리스가 경찰차로 납품됨에 따라 임팔라를 대체하게 되었다. 2012년부터 판매를 시작했으며, 듀얼 콕핏 인테리어를 바탕으로, 3중 실링 도어와 5.0mm 이중 접합 차음 유리가 적용되어 정숙성을 높였다. 애플 카플레이를 지원하는 차세대 마이링크와 스마트 내비게이션 시스템이 내장된 8인치 전동식 슬라이딩 터치 스크린을 통하여 실용적인 수납 공간을 만들어 냈다. 지능형 어댑티브 크루즈 컨트롤, 자동 긴급 제동 시스템, 앞좌석 어드밴스드 에어백 포함 10개의 에어백이 적용되었으며, 어댑티브 크루즈 컨트롤을 적용하면 라디에이터 그릴 자리에 크루즈 컨트롤용 센서가 장착된다. 플랫폼은 GM 입실론 II 플랫폼의 초장축형을 쓰는 것으로 알려져 있다. 알페온의 판매 부진이 지속되자 대한민국에서 판매된다는 소문이 돌았고, 마침내 대한민국 출시가 확정되어 2015년 7월 31일부터 사전 계약이 시작되었다. 미국에서 생산되어 대한민국으로 수입되는 수입차이며, 같은 해 8월부터 본격적인 판매에 돌입하였다. 한때 인천광역시에 위치한 한국GM의 부평 공장에서의 생산도 검토가 되었으나, 미국에서 수입하여 판매하는 것으로 확정되었다. 그러나 저조한 판매 실적으로 인한 판매 부진으로 인해 많은 인기를 얻지 못했으나 2020년에 한국GM 쉐보레 홈페이지에서 임팔라가 삭제되어 판매가 중단되었고, 이후 2020년 2월 27일에 후속 차종 없이 단종되었다. 이후 GM은 미시간주 디트로이트 햄트래믹 공장을 전기차 공장으로 전환되었다. 2023년 11월 대한민국에서는 단종된 지 시간이 지난 차였음에도 불구하고 1대가 판매된 적이 있었다.
| 구분                 | 2.5ℓ 가솔린                  | 3.6ℓ 가솔린                 |
| -------------------- | ---------------------------- | --------------------------- |
| 전장 (mm)            | 5,113                        | 5,113                       |
| 전폭 (mm)            | 1854                         | 1854                        |
| 전고 (mm)            | 1,496                        | 1,496                       |
| 축거 (mm)            | 2,837                        | 2,837                       |
| 윤거 (전, mm)        | 1,580                        | 1,580                       |
| 윤거 (후, mm)        | 1,575                        | 1,575                       |
| 승차 정원            | 5명                          | 5명                         |
| 변속기               | 자동 6단                     | 자동 6단                    |
| 서스펜션 (전/후)     | 맥퍼슨 스트럿/멀티 링크      | 맥퍼슨 스트럿/멀티 링크     |
| 구동 형식            | 전륜구동                     | 전륜구동                    |
| 엔진 형식            | LCV                          | LFX                         |
| 연료                 | 가솔린                       | 가솔린                      |
| 배기량 (cc)          | 2,457                        | 3,564                       |
| 최고 출력 (ps/rpm)   | 199/6,300                    | 309/6,800                   |
| 최대 토크 (kg*m/rpm) | 26.0/4,400                   | 36.5/5,200                  |
| 연료 탱크 용량 (ℓ)   | 70                           | 70                          |
| 요소수 탱크 용량 (ℓ) | -                            | -                           |
| 공차 중량 (kg)       | 1,675                        | 1,730                       |
| 연비 (km/ℓ)          | 도심 9.3/고속 12.5/복합 10.5 | 도심 7.7/고속 12.0/복합 9.2 |
| Co2 배출량 (g/km)    | 163                          | 190                         |

## 미디어 속의 임팔라

### 드라마(대한민국)
- 부탁해요 엄마에서는 강훈재(이상우)의 차량으로 10세대 임팔라 3.6 LTZ(스위치 블레이드 실버) 모델이 등장한다.
- 피고인에서는 차선호(엄기준)와 차민호(엄기준)의 차량으로 10세대 임팔라 3.6 LTZ(미드나이트 블랙) 모델이 등장한다.